# Dinsac
Dinsac is een gemeente in het Franse departement Haute-Vienne (regio Nouvelle-Aquitaine) en telt 282 inwoners (1999). De plaats maakt deel uit van het arrondissement Bellac.

## Geografie
De oppervlakte van Dinsac bedraagt 19,0 km², de bevolkingsdichtheid is 14,8 inwoners per km².
De onderstaande kaart toont de ligging van Dinsac met de belangrijkste infrastructuur en aangrenzende gemeenten.

## Demografie
Onderstaande figuur toont het verloop van het inwonertal (bron: INSEE-tellingen).